# Јури Алвеар
Јури Алвеар Орехуела (шп. Yuri Alvear Orejuela; Хамунди, 29. март 1986) је колумбијски џудисткиња. На Олимпијским играма у Лондону освојила је бронзану медаљу у категорији до 70 килограма, прву олимпијску медаљу у џудоу за Колумбију. Четири године раније у Пекингу била је седма. На Светским првенствима освојила је три златне и једну бронзану медаљу. На Олимпијским играма 2016. у Рио де Жанеиру дошла је до своје друге олимпијске медаље, овога пута сребрне.